# Verel-Pragondran
Verel-Pragondran is een gemeente in het Franse departement Savoie (regio Auvergne-Rhône-Alpes) en telt 408 inwoners (1999). De plaats maakt deel uit van het arrondissement Chambéry.

## Geografie
De oppervlakte van Verel-Pragondran bedraagt 6,5 km², de bevolkingsdichtheid is 62,8 inwoners per km².
De onderstaande kaart toont de ligging van Verel-Pragondran met de belangrijkste infrastructuur en aangrenzende gemeenten.

## Demografie
Onderstaande figuur toont het verloop van het inwonertal (bron: INSEE-tellingen).